# Ein Sommer auf dem Lande (1980)
Ein Sommer auf dem Lande (Originaltitel: Le segrete esperienze di Luca e Fanny) ist eine Sexkomödie italienisch-französischer Produktion aus dem Jahr 1980, die auch in einer pornografischen Version auf den Markt kam.

## Handlung
Der Teenager Luca und seine Cousine Fanny verbringen ihre Sommerferien im Landhaus von Lucas Eltern auf Korsika. Luca freut sich auf das Wiedersehen mit der strengen Hausdame Martha, die auch seine Tante ist, denn vor einigen Jahren hatte er mit ihr einige erotische Abenteuer -- so wusch sie ihn unter der Dusche, und die beiden verbrachten eine Nacht gemeinsam in einem Bett. Schließlich entdeckt Luca, dass Martha vor vielen Jahren adoptiert wurde, so dass einer Annäherung an sie nichts mehr im Wege zu stehen scheint.
Im selben Haushalt wohnen noch die freizügigen Zofen Simona und Regina (oder Gina), auch mit ihnen kommt es zu zahlreichen erotischen Abenteuern in unterschiedlichen Konstellationen.

## Wissenswertes
Ein Sommer auf dem Lande wurde in Italien am 22. Oktober 1980 veröffentlicht, in Deutschland am 6. März 1981 und in Frankreich am 15. Juli 1981.
Neben einigen Darstellerinnen, die in Sexy Comedies zu sehen waren, spielen der damalige Erotikstar Brigitte Lahaie (unter ihrem bürgerlichen Namen) und vor allem italienische Komiker aus der zweiten Reihe mit. Der Film ist nicht mit der gleichnamigen Tragikomödie Ein Sommer auf dem Lande (Les enfants du Marais) aus dem Jahr 1999 von Jean Becker zu verwechseln.

## Kritik
In seinem „Lexikon des erotischen Films“ kommt Ronald M. Hahn zum Fazit: „Ein Soft-Porno von einem Regisseur, der ansonsten in härteren Bereichen tätig ist; nicht gerade von Bedeutung.“ Das Lexikon des internationalen Films urteilt: „Drastischer Sexfilm.“